# Thuemenidium
Thuemenidium is een geslacht van schimmels behorend tot de familie Geoglossaceae. Alle soorten uit het geslacht zijn heringedeeld naar andere geslachten.